# Уклети песници
Уклети песници (фр. poetes maudits) је термин који, у истоименом есеју из 1884. године, први пут употребљава француски песник Пол Верлен да би описао стваралаштво симболизма и његових представника, Т. Корбијера, Артура Рембоа и Стефана Малармеа.
Верлен указује на песничку аутентичност ових песника и истиче оно што њихову поезију чини новом и значајном за књижевност 19. века. Он скреће пажњу и на склоност ових песника ка истраживању екстремних искустава, као што су узимање наркотика и алкохола, и понашању које одудара од устаљених друштвених норми.
Скоро пола века раније, 1832. године, писао је Алфред де Вињи о подвојености и непомирљивости поезије и друштва, песника и публике, наглашавајући да песници чине „расу коју ће заувек проклињати они на власти“, јер им завиде на супериорним квалитетима и плаше се истине коју откривају.
На трагу Вињијевих идеја, Верлен се пита да ли је истина да ће се „искрен песник сада и заувек видети, осећати и препознавати као неко ко је проклет од стране ма ког система или интереса који је на власти“.
Темом „уклетих песника“ бавио се и француски песник симболизма, Шарл Бодлер, у својој најпознатијој збирци песама Цвеће зла (песме Албатрос и Благослов). Представа таквог песника подразумева болесног, раскалашног, сиромашног песника великог али непризнатог талента, склоног пороку и скандалима, презреног и одбаченог од друштва.
У другом издању свог есеја (1888. година) Верлен међу „уклете песнике“ сврстава и М. Деборд-Валмора, В. де Лил-Адама и Повр Лелијена (анаграм од »Pol Verlain«).
Поред песника које је навео Верлен у уклете убрајају се и Франсоа Вијон, Алфред де Вињи, Жерар де Нервал, Едгар Алан По, Шарл Бодлер, гроф Лотреамон, А. Жари, А. Арто, Е. Паунд. Српских уклетих песника нема много, мада се међу њих могу сврстати Сима Пандуровић и Владислав Петковић Дис.